# Rongpo Lobsang Nyendak
Rongpo Lobsang Nyendak (tibétain : རོང་པོ་བློ་བཟང་སྙན་གྲགས, Wylie : rong po blo bzang snyan grags; né en 1970, Chen-tsa dzong, Lokhok au Tibet) est un moine gélugpa et un homme politique tibétain. 

## Biographie
Après sa scolarisation au lycée avec distinction et à l'âge de 16 ans, il est ordonné moine au Monastère de Rongpo et étudie le bouddhisme tibétain. Il enseigne ensuite dans des monastères et écoles de la province de l'Amdo. Il interagit avec des dirigeants et universitaires chinois entre 1993 et 1995. Il participe à des articles et publie six livres sur le Tibet, le patrimoine culturel et le bouddhisme. 
Il s'exile en Inde en 2000 et travaille sur la biographie de plusieurs dalaï-lamas dont celle du 14e dalaï-lama, laquelle a été traduite en chinois. 
Après des études bouddhistes avancées à l'université monastique de Sera Jhe à Bylakuppe dans le sud de l'Inde, il obtient le diplôme de geshe lharampa (équivalent d'un doctorat en philosophie/religion) en 2011. 
Il est candidat au doctorat en philosophie à l'Institut dalaï-lama pour l'enseignement supérieur en Inde. 
Il a été nommé par le dalaï-lama à la 13e assemblée tibétaine et est élu de la 15e assemblée tibétaine.
Il est rédacteur en chef des œuvres complètes du 14e dalaï-lama à Dharamsala en Inde. 
Rongpo Lobsang Nyendak est l'auteur de 13 livres et éditeur de plus de 40 livres..